# Новинский сельсовет (Рыбинский район)
Новинский сельсовет — сельское поселение в Рыбинском районе Красноярского края.
Административный центр — деревня Новая.

## История
Статус и границы сельского поселения установлены Законом Красноярского края от 18 февраля 2005 года № 13-3019 «Об установлении границ и наделении соответствующим статусом муниципального образования Рыбинский район и находящихся в его границах иных муниципальных образований»

## Население
| 2010 | 2012 | 2013 | 2014 | 2015 | 2016 | 2017 |
| ---- | ---- | ---- | ---- | ---- | ---- | ---- |
| 118  | ↘111 | ↗116 | ↗120 | ↘117 | ↘108 | ↘100 |

## Состав сельского поселения
В состав сельского поселения входит один населённый пункт — деревня Новая.

## Местное самоуправление
Новинский сельский Совет депутатов
Дата избрания: 14.03.2010. Срок полномочий: 5 лет. Количество депутатов: 7
Глава муниципального образования
- Репш Людмила Николаевна. Дата избрания: 14.03.2010. Срок полномочий: 5 лет